# Gladio
Gladio (italienisch „Kurzschwert“; von lateinisch Gladius) war eine Stay-behind-Organisation in Italien, die dort im Fall einer Invasion von Truppen des Warschauer Paktes Guerilla-Operationen und Sabotage gegen die Invasoren durchführen sollte. Sie ging hervor aus der Kooperation des italienischen Militärgeheimdienstes der Nachkriegszeit (SIFAR) mit der CIA und war seit 1964 in die NATO integriert.
Die Existenz der Organisation wurde aufgedeckt, als im Juli 1990 der italienische Untersuchungsrichter Felice Casson im Rahmen seiner Untersuchungen von Terroranschlägen im Archiv des damals bestehenden Militärgeheimdienstes SISMI Dokumente fand, die auf eine geheime Organisation namens Gladio hinwiesen. Im August 1990 informierte Premierminister Giulio Andreotti die Öffentlichkeit erstmals über die Existenz einer solchen Organisation, die bei einem gegnerischen Einmarsch und Besetzung des Landes aktiv geworden wäre.
Ähnliche Stay-behind-Organisationen anderer Staaten Westeuropas wurden infolge der Aufdeckung von Gladio 1990 bekannt.

## Geschichte
Ab 1950 wurden in Italien Agenten ausgebildet, die im Fall einer Invasion durch die Streitkräfte des Warschauer Pakts Guerillaoperationen und Sabotage gegen die Besatzertruppen durchführen sollten. Für diese „Stay-Behind“-Operationen wurden europaweit geheime, illegale Waffendepots angelegt. Die Existenz der Untergrund-Armee wurde geheim gehalten und war nur einem kleinen Kreis von Regierungsmitgliedern bekannt. In den einzelnen Ländern wurde die Anwerbung und Führung der Agenten meist von Unterabteilungen der jeweiligen nationalen Geheimdienste übernommen.
Offiziere, die für die Stay-Behind-Operationen vorgesehen waren, trainierten zusammen mit den US-amerikanischen Special Forces und dem britischen Special Air Service, etwa auf einem geheimen Militärstützpunkt bei Capo Marrargiu auf Sardinien und im Raum von Bad Tölz in Bayern. Im Umfeld der Mitglieder der Geheimtruppen gab es einen Kreis ziviler Unterstützer, die erst im Ernstfall des Einmarsches sowjetischer Truppen aktiviert werden sollten. Die Einheiten wurden über CIA und MI6 unter anderem mit Maschinengewehren, Sprengstoff, Munition und Funkgeräten ausgestattet. Diese Ausrüstung wurde in Erdverstecken, die oft in Waldgebieten lagen, oder in unterirdischen Bunkern versteckt.
Als Vorbild diente das Special Operations Executive, eine britische Spezialeinheit, die während des Zweiten Weltkrieges selbst verdeckte Operationen hinter feindlichen Linien ausgeführt und Widerstandsgruppen wie die Résistance unterstützt und ausgebildet hatte. Die Mitglieder der so gebildeten Geheimtruppen kamen aus militärischen Spezialeinheiten, Nachrichtendiensten oder aus dem Rechtsextremismus, letztere teilweise mit kriminellem Hintergrund.
Laut Andreottis Aussage von 1990 hatte Gladio 622 Mitglieder und 139 Waffenlager, von denen 12 nicht mehr zugänglich waren. Andreottis Angabe zur Mitgliederzahl wurde von dem Politikwissenschaftler Franco Ferraresi als „völlig unüberzeugend“ bezeichnet. Sie sei viel zu niedrig.
Andreotti verwies darauf, dass in allen westeuropäischen Ländern ähnliche Einheiten existierten, koordiniert von einem geheimen NATO-Ausschuss, was deren Regierungen im Lauf des Jahres 1990 einräumen mussten.

## Aufdeckung

### Untersuchung der Justiz
1984 untersuchte der Untersuchungsrichter Felice Casson das Bombenattentat von Peteano 1972 mit drei Todesopfern, dessen Täter nicht ermittelt worden waren. Er fand viele Unstimmigkeiten in den früheren Untersuchungsergebnissen, die auf gezielte Manipulation und Beweisfälschung deuteten. Schließlich fand er den Rechtsextremisten Vincenzo Vinciguerra, einen Angehörigen der Terrororganisation Ordine Nuovo, der ein umfangreiches Geständnis ablegte. Dabei sagte er aus, er sei von Personen aus dem Staatsapparat gedeckt worden und das Attentat Teil einer umfassenden Strategie gewesen. Ferner sagte er im Prozess:
„Man musste Zivilisten angreifen, Männer, Frauen, Kinder, unschuldige Menschen, unbekannte Menschen, die weit weg vom politischen Spiel waren. Der Grund dafür war einfach. Die Anschläge sollten das italienische Volk dazu bringen, den Staat um größere Sicherheit zu bitten.“

### Reaktion der Politik
Der italienische Ministerpräsident Giulio Andreotti bestätigte am 3. August 1990 auf eine Parlamentsanfrage hin die Existenz einer „Operation Gladio“ des SISMI. Allerdings behauptete er zunächst, dass Gladio 1972 beendet wurde. Im Widerspruch zu dieser Aussage gab er am 22. Oktober 1990 zu, dass Gladio auch nach 1972 weiterexistierte.

Entschließung des Europäischen Parlaments 1990

Das Europäische Parlament drückte nach einer Sonderdebatte am 22. November 1990 seinen „entschiedenen Protest“ gegenüber der NATO und den beteiligten Geheimdiensten aus. Es ging dabei davon aus, dass die Aktivitäten von der Exekutive ausgingen und keiner parlamentarischen Kontrolle unterlagen, die Legislativen der betroffenen Staaten also nicht involviert waren.
Der EU-Resolution folgten parlamentarische Anfragen in mehreren Ländern und die Resolution führte zu Untersuchungskommissionen in Italien und Belgien. Am 5. November 1990 erklärte der NATO-Sprecher Jean Marcotta, dass „die NATO niemals einen Guerillakrieg oder Geheimaktionen in Betracht gezogen hat.“ Einen Tag später bezeichnete ein anderer NATO-Sprecher dies als inkorrekt. Die Journalisten erhielten ein kurzes Kommuniqué, das besagte, dass die NATO sich grundsätzlich nicht zu geheimen militärischen Angelegenheiten äußere und Marcotta gar nichts hätte sagen sollen.

## Kontroversen

### Verantwortlichkeit für Terroranschläge
Ab Mitte der 2000er Jahre wurde in Folge der Veröffentlichung der Doktorarbeit NATO-Geheimarmeen in Europa des Historikers Daniele Ganser häufig angenommen, Gladio – hier verstanden als Oberbegriff für Stay-behind-Organisationen im Kalten Krieg generell – sei für Terroranschläge in Europa in den 1970er und 1980er Jahren, insbesondere im Italien der anni di piombo, verantwortlich, sodass der Begriff „Gladio“ inzwischen im allgemeinen Sprachgebrauch zu einem „Synonym für Staatsterror“ geworden ist. Der Geheimdienst-Historiker Thomas Riegler spricht von einem „regelrechten Stay-behind- oder Gladio-Mythos“, der „vor allem im Social-Media-Bereich teils besorgniserregende Blüten“ treibe.
Die Terroranschläge der 1970er und 1980er Jahre beschäftigten eine Reihe von Untersuchungsausschüssen des italienischen Parlaments, insbesondere die Commissione Stragi („Massakerkommission“), die in der 10. bis 13. Legislaturperiode von 1988 bis 2001 arbeitete. Sie gilt als stark politisiert und kam zu keinem abschließenden Ergebnis, was die mögliche Verwicklung von Gladio in Terroranschläge betrifft. Der Historiker Hans Woller kam 2010 zu der Einschätzung, dass es für eine Kooperation von Gladio mit neofaschistischen Terroristen in Italien „[e]inige Indizien“, nicht aber „harte Beweise“ gebe, was auch für den Linksterrorismus gelte. Der Historiker Tobias Hof schrieb davon ausgehend 2015, es bleibe Aufgabe der „späteren Forschung“ herauszufinden, „in welchem Maße … Geheimdienste und Gladio den Rechtsextremismus bewusst förderten und instrumentalisierten“. Die häufig vorgetragene These, Gladio habe Linksterroristen gefördert, sei laut Hof „[n]och weniger plausibel“ – dafür gebe es „keinerlei aussagekräftige Beweise“. Der italienische Historiker Vladimiro Satta wertete 2016 in seiner Gesamtdarstellung I nemici della Repubblica die Recherchen der parlamentarischen Untersuchungen zu den Terroranschlägen der anni di piombo aus. Er sieht keine Anhaltspunkte dafür, dass staatliche und geheimdienstliche Verschwörungen wie Gladio für die Terroranschläge verantwortlich seien. Auch der Untersuchungsrichter Felice Casson ging laut Satta nicht davon aus, dass Gladio für das Attentat von Peteano verantwortlich war, hielt die Geheimorganisation zwar für illegitim, aber nicht für beteiligt an Terroranschlägen und klagte auch kein Gladio-Mitglied für eine Beteiligung an einem solchen Terrorakt an. Vermutet wird eine Beteiligung von Gladio-Mitgliedern an italienischen Anschlägen in Südtirol, die ihrerseits auf Anschläge des Befreiungsausschusses Südtirol reagierten. Thomas Riegler bezeichnete die These einer „Verwicklung in den Terrorismus“ 2018 als „Vermutung“. Allerdings gebe es Indizien für die Annahme, dass andere Parallelstrukturen der italienischen Geheimdienste sowohl in Putschvorbereitungen als auch in Anschläge verwickelt waren.

### Verhältnis zur NATO
Laut Daniele Ganser war das Allied Clandestine Committee eine Abteilung des Supreme Headquarters Allied Powers Europe (SHAPE), des militärischen Kommandos der NATO-Streitkräfte. Laut der Aussage eines NATO-Generalsekretärs von 1990 wurden Gladio und die anderen Stay-Behind-Organisationen der NATO-Staaten innerhalb dieses militärischen Kommandos koordiniert. Dabei seien auch gezielte Falschinformationen gestreut worden, um die Existenz eines solchen Netzwerks zu leugnen. Auch Thomas Riegler meint, dass die verschiedenen (para-)militärischen Gruppen im Rahmen der NATO koordiniert wurden. Olav Riste und andere Historiker vertreten jedoch die Ansicht, dass die Stay-Behind-Organisationen wie Gladio Teil der nationalen Ernstfall-Vorbereitungen gewesen seien und keinen direkten Bezug zur NATO aufgewiesen hätten. Riste weist allerdings darauf hin, dass genaue Aussagen zu diesem Punkt schwer zu belegen sind, da die Akten der NATO-Komitees, die für die Beratung und Unterstützung der Stay-Behind-Gruppen zuständig waren, vernichtet wurden. In den meisten Ländern waren die Vorbereitungen Teil der Nachrichtendienste und diese organisierten zwecks Koordination – beispielsweise die Beschaffung von Funkgeräten – gemeinsame Treffen. Da die meisten europäischen Länder Teil der NATO waren, entstand 1990 der Eindruck, es sei eine natoweite Organisation gewesen. Der Schweizer Untersuchungsrichter Pierre Cornu kam 1991 in seinem Bericht zum Schluss, dass zwar die meisten NATO-Staaten Widerstandsvorbereitungen getroffen hatten, diese Organisationen und ihre Koordinationsgremien jedoch institutionell unabhängig von der NATO gewesen seien.
Daniele Ganser untersuchte Gladio im Rahmen seiner 2005 erschienenen Dissertation NATO-Geheimarmeen in Europa auf der Basis von Medienberichten und parlamentarischen Untersuchungsberichten und schrieb: „Washington, London und der italienische militärische Geheimdienst befürchteten, dass der Einzug der Kommunisten in die [italienische] Regierung die Nato von innen heraus schwächen könnte.“ Um dies zu verhindern, sei das Volk manipuliert worden: Rechtsextreme Terroristen hätten Anschläge ausgeführt, diese seien durch gefälschte Spuren dem politischen Gegner angelastet worden, worauf das Volk selbst nach mehr Polizei, weniger Freiheitsrechten und mehr Überwachung durch die Nachrichtendienste verlangt hätte. Das US-Außenministerium erklärte in Reaktion auf Gansers Buch im Januar 2006, eines der von Ganser zitierten Dokumente, das United States Army Field Manual 30-31B, sei eine sowjetische Fälschung; die Terrorismusvorwürfe seien falsch. 1982 hatte ein KGB-Überläufer vor einer Kongressanhörung den sowjetischen Ursprung des Dokuments behauptet. Ganser hingegen nannte als Anhaltspunkte für die Echtheit des Dokuments Aussagen von US-Geheimdienstmitarbeitern wie Ray Steiner Cline, einem ehemaligen CIA-Führungskader, und dem Ex-Chef der klandestinen  P2-Loge in Mailand, Licio Gelli. Beide hätten die Echtheit des Handbuchs bezeugt. Der Politikwissenschaftler und Geheimdienstexperte Thomas Rid beschreibt das Dokument als eindeutige Fälschung des KGB.

## Dokumentarfilme
Im Rahmen ihrer Geschichtsreihe Timewatch strahlte die britische BBC 1992 eine Dokumentation von Alan Francovich in drei Teilen über Gladio aus. Zahlreiche Schlüsselpersonen der Operation kommen darin in teilweise anonymisierten Interviewsequenzen zu Wort, darunter der wegen Mordes verurteilte Vincenzo Vinciguerra, ehemalige Spitzenfunktionäre der italienischen Militärgeheimdienste und eine Reihe von hohen in Italien eingesetzten CIA-Agenten. Die Filme sind die einzigen Dokumente, in denen maßgeblich beteiligte Personen selbst berichten.
Im Jahr 2011 wurde der für Arte produzierte Dokumentarfilm Gladio – Geheimarmeen in Europa (Deutschland 2010, 85 min., Regie Wolfgang Schoen, Frank Gutermuth) erstmals ausgestrahlt.